# 東住吉区
東住吉区（ひがしすみよしく）は、大阪市を構成する24行政区のうちの一つ。同市の南東部に位置する。

## 地理
東住吉区は、大阪市の南東部に位置する。区域の南北は約6.4km、東西は約2.8kmで面積は9.75km2、大阪市で8番目に大きい行政区である。また大阪府のほぼ中心に位置する。区内は坂道がほとんどない。東は平野区、西は阿倍野区・住吉区、北は生野区、南は大和川をはさんで松原市に隣接している。なお、阿麻美許曾神社や周辺を含む矢田7丁目は、大和川以南に位置する（この経緯に関しては、神社の歴史を参照のこと）。区域の約90%は住宅地域で、鉄道駅を中心に商業施設が発展している。特に近鉄南大阪線 針中野駅・地下鉄谷町線 駒川中野駅付近では大阪市内でも有数の駒川商店街が形成されている。
区の北東部には、大阪南部の「市民の台所」として、中央卸売市場東部市場があり、食品流通の拠点として大きな役割を果たしている。北西部は、阿倍野区や天王寺区にある南のターミナル 大阪阿部野橋駅や天王寺駅にも近い。
区の南西部の一角を占める長居公園は、市内第3位の大公園（面積657,084米）で園内には、国際スポーツイベントの会場セレッソ大阪の本拠地として世界的規模の長居競技場や、球技場（ヨドコウ桜スタジアム）、テニスコート、屋内（温水）・屋外プール、さらには世界的水準にある長居障害者スポーツセンターなどの各種体育施設、郷土の森・植物園・自然史博物館・花と緑と自然の情報センターがあり、多くの市民から親しまれている。区の中心部には区役所、南部には区役所出張所がある。区内にはJR関西本線（大和路線）・JR阪和線・近鉄南大阪線・地下鉄谷町線が通っており、全線が天王寺駅または大阪阿部野橋駅を結んでいる。

### 河川
- 今川
- 駒川
- 鳴戸川

## 商業地
商業地の中心として駒川商店街がある。日中は多くの利用客で賑わっている。以前は針中野駅周辺にサティ、駒川中野駅周辺にイズミヤが出店していたが、現在はパチンコ店や高層マンションに変わっている。針中野駅周辺は飲食店などの商業施設が密集している。

## 歴史
- 1943年（昭和18年） - 住吉区から、旧：東成郡長居村の長居公園用地、田辺町の南海山手線（現：阪和線）以東、北百済村、南百済村、平野郷町、喜連村に当たる地域を分離して誕生。
- 1955年（昭和30年） - 中河内郡矢田村、瓜破村、長吉村、加美村を編入。
- 1974年（昭和49年） - 平野郷、喜連、瓜破、長吉、加美の旧町村域を平野区として分区。この時（旧）東住吉区役所を平野区役所としたため、田辺本町6丁目（現：東田辺1丁目。現在地）に区役所を新設移転した。

## 区名の由来
分区にあたり、住吉区の東側に位置することから命名された。このような単純な命名方法となったのは、分区対象となった 田辺・今川・平野のどこか一つから区名を採ると、非採用の地域から紛糾が予想されたことによる。また、当初は田辺・平野だけで分区する構想もあったが、人口が少ないことから今川を加えた3地域となった。　尚、上述しているように、平野は1974年（昭和49年）に平野区として分区しており、現在の東住吉区域内には存在しない。

## 地名一覧

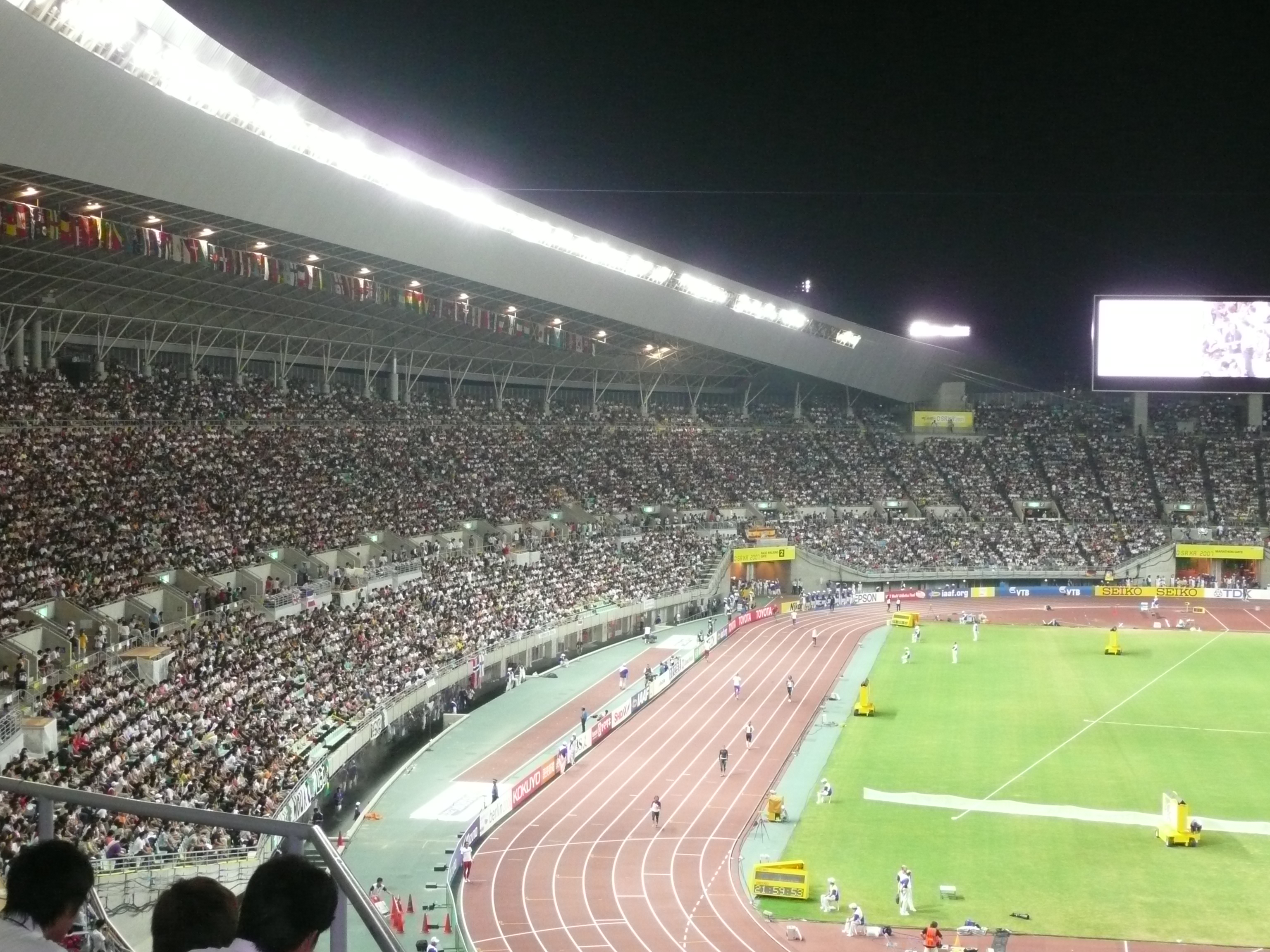
世界陸上大阪大会が開催された長居陸上競技場

- 今川（いまがわ）
- 今林（いまばやし）
- 北田辺（きたたなべ）
- 杭全（くまた）
- 桑津（くわづ）
- 公園南矢田（こうえんみなみやた）
- 駒川（こまがわ）
- 住道矢田（すんじやた）
- 鷹合（たかあい）
- 田辺（たなべ）
- 照ケ丘矢田（てるがおかやた）
- 中野（なかの）
- 長居公園（ながいこうえん）

- 西今川（にしいまがわ）
- 針中野（はりなかの）
- 東田辺（ひがしたなべ）
- 南田辺（みなみたなべ）
- 矢田（やた）
- 山坂（やまさか）
- 湯里（ゆざと）

## 隣接する自治体・行政区
大阪市の行政区
- 平野区
- 阿倍野区
- 住吉区
- 生野区

自治体
- 松原市

## 交通

### 鉄道
- 区役所の最寄駅は駒川中野駅

西日本旅客鉄道（JR西日本）
関西本線（ 大和路線）：東部市場前駅
日本貨物鉄道（JR貨物）
関西本線貨物支線：百済貨物ターミナル駅
近畿日本鉄道（近鉄）
F 南大阪線：北田辺駅 - 今川駅 - 針中野駅 - 矢田駅
大阪市高速電気軌道 (Osaka Metro)
 御堂筋線：長居駅（駅所在地は住吉区）
 谷町線：田辺駅 - 駒川中野駅
※ 上記の旅客駅は高架駅または地下駅のため、区内には踏切が存在しない。
- 谷町線延伸開業初日まで南海平野線（廃線）が営業されていた。
- 阪和線の南田辺駅・鶴ケ丘駅は地上線時代に東住吉区に属していたが、阪和線の高架化（2006年完成）で駅舎と線路が西（阿倍野区側）に移動したことに伴い、この2駅の住所も阿倍野区になった。

### バス
- 大阪シティバス
  - 1号系統、3号系統、4号系統、5号系統、6号系統、13号系統、30号系統、35号系統、35A号系統、54A・B号系統、54D号系統、65号系統、73号系統、85号系統
- 北港観光バス
  - 地下鉄あびこ - 松原市天美北（大和川以南の矢田七丁目を経由）、地下鉄西田辺 - 瓜破西（赤バス代替目的の路線であるがトレースはしていない）

かつては近鉄バスも杭全付近（あべの橋 - 志紀方面）を走行していたが廃止されている。北港観光バスの路線は日本城バスから2016年7月1日に譲渡を受けて運行しているものである。

### 道路
阪神高速道路
- 14号松原線：駒川出入口

国道
- 国道25号
- 長居公園通・内環状線（国道479号）

主な府道・市道
- 南港通（大阪府道5号大阪港八尾線）
- 長居公園東筋（大阪府道26号大阪狭山線）
- 今里筋（大阪市道大阪環状線）
- 松虫通

## 教育

### 大学
- 大阪総合保育大学

### 短期大学

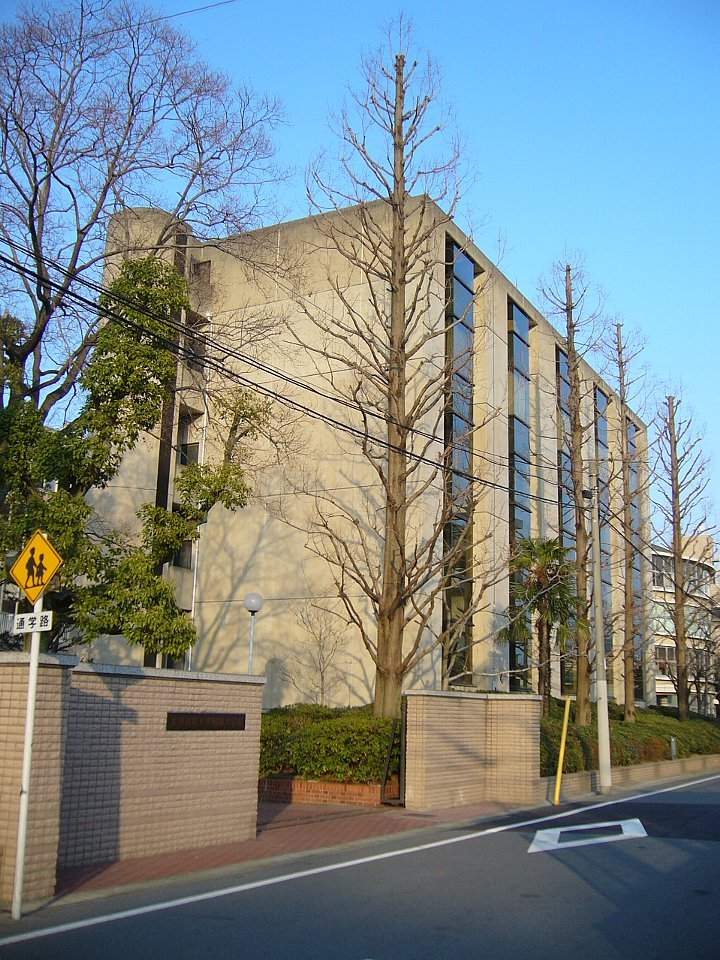
大阪芸術大学短期大学部

- 大阪芸術大学短期大学部
- 大阪総合保育大学短期大学部

### 高等学校
- 城南学園高等学校

### 小学校・中学校
大阪市立矢田小学校・矢田南中学校（愛称：やたなか小中一貫校）は施設一体型小中一貫校として教育を行っている。また児童養護施設に併設された大阪市立長谷川小学校・中学校は、学校の立地は柏原市にあるが、大阪市の学校事務の上では東住吉区所属として扱われている。
- 中学校
  - 大阪市立：田辺中学校、東住吉中学校、中野中学校、矢田中学校、白鷺中学校、矢田南中学校、矢田西中学校
  - 私立：城南学園中学校
- 小学校
  - 大阪市立：桑津小学校、北田辺小学校、田辺小学校、東田辺小学校、南田辺小学校、南百済小学校、育和小学校、鷹合小学校、今川小学校、矢田小学校、矢田東小学校、矢田西小学校、矢田北小学校、湯里小学校
- 私立：城南学園小学校

## 集合住宅

### 大規模マンション
- 東部コーポ

### 住宅団地
- 都市再生機構サンヴァリエ針中野（針中野団地を建て替えた住宅団地）
- 大阪府住宅供給公社鷹合団地
- 大阪府住宅供給公社山坂団地
- 市営公園南矢田住宅
- 市営住道矢田住宅
- 市営長居東住宅
- 市営南田辺住宅
- 市営矢田住宅
- 市営矢田北住宅
- 市営矢田住道住宅
- 市営矢田中住宅
- 市営矢田部住宅

かつて存在した住宅団地
- 住宅・都市整備公団針中野団地（建て替えられて「サンヴァリエ針中野」となった）

## 区内に本社を置く企業
- 浅井硝子
- 石見食品工業所
- うどんや風一夜薬本舗
- 英俊社
- セレッソ大阪（セレッソ大阪の運営会社）
- キャットアイ
- 弘文社
- こまどり製菓
- サラヤ
- サンガリア
- 柴田工業 (粘着テープ)
- 瀧住電機工業
- ティーディーエス
- 東果大阪
- パール化研
- ヒライ (機械)
- 舞昆のこうはら
- 三河屋製菓

## 名所・旧跡・観光スポット・施設
- 桑津天神社
- 中臣須牟地神社
- 常栄寺
- 法楽寺
- 恩楽寺
- 酒君塚古墳
- 山阪神社
- 中井神社

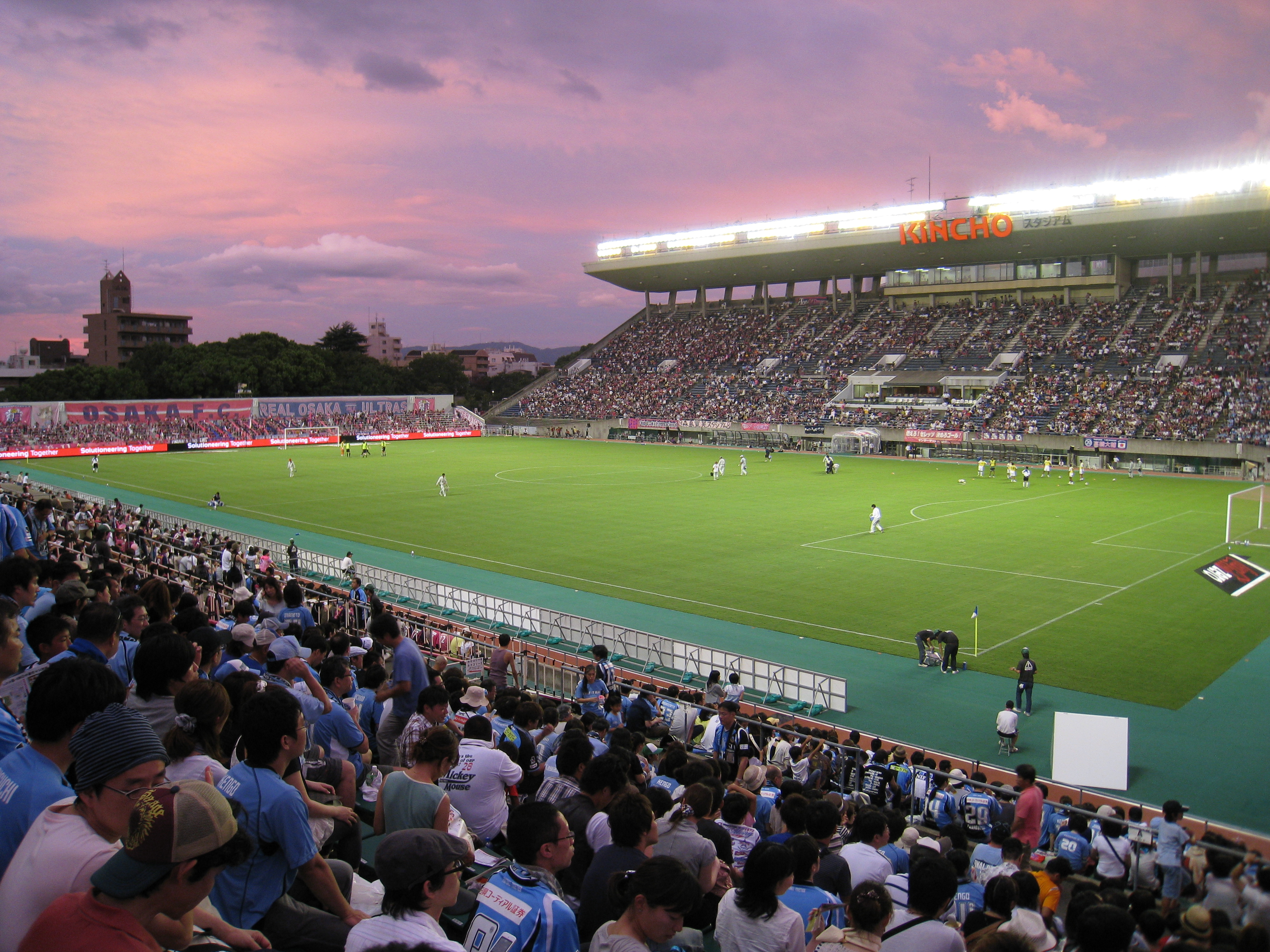
長居球技場（写真はキンチョウスタジアム時代）

- 駒川商店街（区民の台所として古くから賑わいを見せている。）
- 大阪市中央卸売市場東部市場
- 長居公園
  - 長居陸上競技場（ヤンマースタジアム長居）
  - 長居第2陸上競技場（ヤンマーフィールド長居）
  - 長居球技場（2021年4月1日から「ヨドコウ桜スタジアム」[3]。なお2010年8月1日から2018年12月31日まで「キンチョウスタジアム」の愛称が付けられていた[4]。）
  - 大阪市立自然史博物館
- 大阪市立東住吉図書館
- 東住吉森本病院（地域医療支援病院）
- 松原住宅

## 電話番号
- 原則として市外局番は06が使用されるが、区内の大和川以南に食い込んでいる部分は主として河内・阪南地域で使われる072の市外局番[5]が使用される。

## 出身有名人

### 文化・芸術
- 開高健 - 作家。天王寺区生まれ。7歳の時に北田辺に転居し、少年期・青年期を過ごす。近鉄北田辺駅前に文学碑がある。
- 高村薫 - 作家。
- 筒井康隆 - 作家。山坂生まれ。
- 沖島勲 - 脚本家、映画監督。北田辺生まれ。

### 芸能
- 石橋正次 - 俳優
- 岩尾望 - 漫才師・フットボールアワー
- 影山ヒロノブ - 歌手・LAZY、JAM Project
- 川岡大次郎 - 俳優
- 北村一輝 - 俳優
- ケンドーコバヤシ - コメディアン
- 小出肇 - CMディレクター、映像作家
- 堺すすむ - ギター漫談師
- 坂本スミ子 - 女優・歌手
- 高崎晃 - ロックギタリスト・LAZY、LOUDNESS
- 田中宏幸 - ベーシスト・LAZY、ネバーランド
- 谷村新司 - 歌手。
- 奈良富士子 - 女優
- 前田登 - 漫才師・はりけ〜んず
- 前田典子 - モデル
- 松岡由貴 - 声優
- 橋爪功 - 俳優
- はたけ - ギタリスト・シャ乱Q
- 山下昌良 - ベーシスト・LOUDNESS
- 宮井晶 - 音楽ディレクター、プロデューサー、スターダスト・レコーズ取締役、元ソニーミュージック・エンターテイメント
- 桂二葉 - 落語家

### スポーツ
- 河内洋 - 中央競馬調教師・元騎手　※4歳の時に岸和田市に転居
- 兼三 - 大相撲・元立呼出
- 千代天山大八郎 - 力士・元小結
- 森秀行 - 中央競馬調教師

### 東住吉区ゆかりの著名人
- 伊東静雄 - 詩人。北田辺に住んでいたことがある。
- 坂田三吉 - 将棋棋士。晩年は田辺に住んでいた。
- 大川ミサオ - 長寿世界一。
- 和田誠 - イラストレーター、エッセイスト。

## 東住吉区を舞台にした作品
- 『破れた繭』 - 開高健の小説。少年期・青年期の自伝的な作品となっている。
- 『照柿』 - 高村薫の小説。
- 『パンプキン!模擬原爆の夏』 - 令丈ヒロ子著・宮尾和孝絵。田辺に投下された模擬原爆（1945年7月26日）を題材にした児童文学。
- 『桜は桜』 - 谷村新司作詞・作曲の楽曲。区内の今川堤の桜のイメージも重ねている。
- 『残照』 - 谷村新司作詞・作曲の楽曲。谷村の故郷の駒川・桑津界隈のイメージも重ねている。